# Rosja na Letnich Igrzyskach Olimpijskich 2000
Rosję na Letnich Igrzyskach Olimpijskich 2000 reprezentowało 435 zawodników, 241 mężczyzn i 194 kobiet.

## Zdobyte medale

### Złoto
| Zawodnik | Dyscyplina sportowa    | Konkurencja                     |
| --- | ---------------------- | ------------------------------- |
| Siergiej Klugin | Lekkoatletyka          | Skok wzwyż                      |
| Irina Priwałowa | Lekkoatletyka          | 400 m przez płotki              |
| Jelena Jelesina | Lekkoatletyka          | Skok wzwyż                      |
| Oleg Saitow | Boks                   | Waga półśrednia (do 67 kg)      |
| Aleksandr Lebziak | Boks                   | Waga półciężka (do 81 kg)       |
| Wiaczesław Jekimow | Kolarstwo              | jazda indywidualna na czas      |
| Dmitrij Sautin, Igor Łukaszyn | Skoki do wody          | Platforma 10 m – synchronicznie |
| Wiera Iljina, Julija Pachalina | Skoki do wody          | Platforma 3 m – synchronicznie  |
| Pawieł Kołobkow | Szermierka             | Szpada indywidualnie            |
| Siergiej Szarikow, Aleksiej Frosin, Aleksiej Djaczenko, Stanisław Pozdniakow | Szermierka             | Szabla drużynowo                |
| Karina Aznawurian, Oksana Jermakowa, Tatjana Łogunowa, Marija Mazina | Szermierka             | Szpada drużynowo                |
| Aleksiej Niemow | Gimnastyka             | Wielobój indywidualnie          |
| Aleksiej Niemow | Gimnastyka             | Ćwiczenia na drążku             |
| Swietłana Chorkina | Gimnastyka             | Ćwiczenia na poręczach          |
| Jelena Zamołodczikowa | Gimnastyka             | Skoki przez konia               |
| Jelena Zamołodczikowa | Gimnastyka             | Ćwiczenia wolne                 |
| Julia Barsukowa | Gimnastyka             | Wielobój indywidualnie          |
| Irina Biełowa, Natalja Ławrowa, Marija Nietiosowa, Jelena Szałamowa, Wiera Szymanska, Irina Zilber | Gimnastyka             | Układ zbiorowy                  |
| Aleksandr Moskalenko | Gimnastyka             | Trampolina                      |
| Irina Karawajewa | Gimnastyka             | Trampolina                      |
| Dmitrij Filippow, Wiaczesław Gorpiszyn, Oleg Chodkow, Eduard Kokszarow, Denis Kriwoszłykow, Wasilij Kudinow, Stanisław Kulinczenko, Dmitrij Kuzielew, Andriej Ławrow, Igor Ławrow, Siergiej Pogoriełow, Pawieł Sukosian, Dmitrij Torgowanow, Aleksandr Tuczkin, Lew Woronin | Piłka ręczna           | Turniej mężczyzn                |
| Dmitrij Swatkowski | Pięciobój nowoczesny   | Indywidualnie                   |
| Siergiej Alifirienko | Strzelectwo            | Pistolet szybkostrzelny 25 m    |
| Olga Brusnikina, Marija Kisielowa | Pływanie synchroniczne | Pary                            |
| Jelena Antonowa, Jelena Azarowa, Olga Brusnikina, Marija Kisielowa, Olga Nowokszczenowa, Irina Pierszyna, Jelena Soja, Julia Wasiljewa, Olga Wasiukowa | Pływanie synchroniczne | Drużynowo                       |
| Jewgienij Kafielnikow | Tenis ziemny           | Gra pojedyncza mężczyzn         |
| Murad Umachanow | Zapasy                 | Styl wolny (63 kg)              |
| Adam Sajtijew | Zapasy                 | Styl wolny (85 kg)              |
| Sagid Murtazalijew | Zapasy                 | Styl wolny (97 kg)              |
| Dawid Musulbies | Zapasy                 | Styl wolny (130 kg)             |
| Murat Kardanow | Zapasy                 | Styl klasyczny (76 kg)          |
| Warteres Samurgaszew | Zapasy                 | Styl klasyczny (63 kg)          |

### Srebro
| Zawodnik | Dyscyplina sportowa  | Konkurencja                     |
| --- | -------------------- | ------------------------------- |
| Olga Kuzienkowa | Lekkoatletyka        | Rzut młotem                     |
| Tatjana Lebiediewa | Lekkoatletyka        | Trójskok                        |
| Łarisa Pieleszenko | Lekkoatletyka        | Pchnięcie kulą                  |
| Jelena Prochorowa | Lekkoatletyka        | Siedmiobój                      |
| Raimkul Małachbiekow | Boks                 | Waga kogucia (do 54 kg)         |
| Gajdarbiek Gajdarbiekow | Boks                 | Waga średnia (do 75 kg)         |
| Sułtan Ibragimow | Boks                 | Waga ciężka (do 91 kg)          |
| Maksim Opalew | Kajakarstwo          | C-1 1000 m                      |
| Oksana Griszyna | Kolarstwo            | sprint                          |
| Dmitrij Sautin, Aleksandr Dobroskok | Skoki do wody        | Trampolina 3 m – synchronicznie |
| Aleksiej Bondarienko | Gimnastyka           | Skok przez konia                |
| Aleksiej Niemow | Gimnastyka           | Ćwiczenia wolne                 |
| Swietłana Chorkina | Gimnastyka           | Ćwiczenia wolne                 |
| Jekatierina Łobazniuk | Gimnastyka           | Ćwiczenia na równoważni         |
| Swietłana Chorkina, Anna Czepielewa, Anastazja Kolesnikowa, Jekatierina Łobazniuk, Jelena Produnowa, Jelena Zamołodczikowa | Gimnastyka           | Wielobój drużynowo              |
| Lubow Bruletowa | Judo                 | Waga ekstralekka (48 kg)        |
| Artiom Chadżybiekow | Strzelectwo          | Karabin pneumatyczny 10 m       |
| Swietłana Diomina | Strzelectwo          | Skeet                           |
| Tatjana Gołdobina | Strzelectwo          | Karabin trzy pozycje 50 m       |
| Aleksandr Popow | Pływanie             | 100 m stylem dowolnym           |
| Natalja Iwanowa | Taekwondo            | Waga ciężka (+67 kg)            |
| Jelena Diemientjewa | Tenis ziemny         | Gra pojedyncza kobiet           |
| Igor Szulepow, Walerij Goriuszew, Aleksandr Gierasimow, Roman Jakowlew, Aleksiej Kazakow, Wadim Chamutckich, Aleksiej Kuleszow, Jewgienij Mitkow, Rusłan Olichwier, Ilja Sawieljew, Siergiej Tietiuchin, Konstantin Uszakow     | Siatkówka            | Turniej mężczyzn                |
| Jewgienija Artamonowa, Anastasija Bielikowa, Lubow Szaszkowa, Jekatierina Gamowa, Jelena Godina, Tatjana Graczowa, Natalja Morozowa, Olga Potaszowa, Inessa Sargsjan, Jelizawieta Tiszczenko, Jelena Tiurina, Jelena Wasilewska | Siatkówka            | Turniej kobiet                  |
| Roman Bałaszow, Dmitrij Dugin, Siergiej Garbuzow, Dmitrij Gorszkow, Nikołaj Kozłow, Nikołaj Maksimow, Andriej Rekieczynski, Dmitrij Stratan, Rewaz Czomachidze, Jurij Jacew, Aleksandr Jeriszew, Marat Zakirow, Irek Zinurow    | Piłka wodna          | Turniej mężczyzn                |
| Walentina Popowa | Podnoszenie ciężarów | Kategoria do 63 kg              |
| Arsen Gitinow | Zapasy               | Styl wolny (69 kg)              |
| Aleksandr Karielin | Zapasy               | Styl klasyczny (130 kg)         |

### Brąz
| Zawodnik | Dyscyplina sportowa  | Konkurencja                 |
| --- | -------------------- | --------------------------- |
| Władimir Andriejew | Lekkoatletyka        | Chód na 20 km               |
| Dienis Kapustin | Lekkoatletyka        | Trójskok                    |
| Siergiej Makarow | Lekkoatletyka        | Rzut oszczepem              |
| Maksim Tarasow | Lekkoatletyka        | Skok o tyczce               |
| Tatjana Kotowa | Lekkoatletyka        | Skok w dal                  |
| Julija Sotnikowa, Swietłana Gonczarienko, Olga Kotlarowa, Irina Priwałowa | Lekkoatletyka        | Sztafeta 4 × 400 m          |
| Kamil Dżamałutdinow | Boks                 | Waga piórkowa (do 57 kg)    |
| Aleksandr Maletin | Boks                 | Waga lekka (do 60 kg)       |
| Aleksiej Markow | Kolarstwo            | Wyścig punktowy             |
| Olga Slusariewa | Kolarstwo            | Wyścig punktowy             |
| Dmitrij Sautin | Skoki do wody        | Trampolina – 3 m            |
| Dmitrij Sautin | Skoki do wody        | Platforma – 10 m            |
| Dmitrij Szewczenko | Szermierka           | Floret indywidualnie        |
| Aleksiej Niemow | Gimnastyka           | Ćwiczenia na koniu z łękami |
| Aleksiej Niemow | Gimnastyka           | Ćwiczenia na poręczach      |
| Maksim Aleszin, Aleksiej Bondarienko, Dmitrij Driewin, Nikołaj Kriukow, Aleksiej Niemow, Jewgienij Podgornyj | Gimnastyka           | Wielobój drużynowo          |
| Jekatierina Łobazniuk | Gimnastyka           | Skoki przez konia           |
| Jelena Produnowa | Gimnastyka           | Ćwiczenia na równoważni     |
| Alina Kabajewa | Gimnastyka           | wielobój indywidualnie      |
| Jurij Stiopkin | Judo                 | Waga półciężka (100 kg)     |
| Tamierłan Tmienow | Judo                 | Waga ciężka (+100 kg)       |
| Oksana Dorodnowa, Irina Fiedotowa, Julija Lewina, Łarisa Mierk | Wioślarstwo          | Czwórka podwójna kobiet     |
| Jewgienij Alejnikow | Strzelectwo          | Karabin pneumatyczny 10 m   |
| Marija Fieklistowa | Strzelectwo          | karabin trzy pozycje 50 m   |
| Roman Słudnow | Pływanie             | 100 m stylem klasycznym     |
| Marina Akobija, Jekatierina Anikiejewa, Sofia Konuch, Marija Korolewa, Natalja Kutuzowa, Swietłana Kuzina, Tatjana Pietrowa, Julia Pietrowa, Galina Rytowa, Jelena Smurowa, Jelena Tokun, Irina Tołkunowa, Jekatierina Wasiljewa | Piłka wodna          | Turniej kobiet              |
| Aleksiej Pietrow | Podnoszenie ciężarów | Kategoria do 94 kg          |
| Andriej Czemierkin | Podnoszenie ciężarów | Kategoria + 105 kg          |
| Aleksiej Głuszkow | Zapasy               | Styl klasyczny (69 kg)      |